# 뉴홀랜드쥐
뉴홀랜드쥐(Pseudomys novaehollandiae)는 쥐과에 속하는 설치류의 일종이다. 1843년 워터하우스(George Waterhouse)가 처음 기술했다. 1967년 시드니 북쪽 쿠링가이 체이스 국립공원에서 재발견되기 전까지 1세기 이상 자취를 감췄다. 오스트레일리아 남동부 지역의 뉴사우스웨일스주와 퀸즐랜드주, 빅토리아주, 태즈메이니아주 지역에서만 발견된다.

## 특징
뉴홀랜드쥐의 털은 회색-갈색이고 등 쪽은 좀더 짙은 색을 띠며, 꼬리는 검은 갈색이다. 꼬리 길이 80~105mm를 제외한 몸길이는 65~90mm, 뒷발 길이는 약 20~22mm이다. 뉴홀랜즈쥐 크기는 환경에 따라 약간 다양하다. 테즈메이니아 주에 서식하는 뉴홀랜드쥐 개체군이 뉴사우스웨일스 주와 빅토리아 주에 서식하는 개체군보다 몸무게가 약간 더 나간다. 그럼에도 불구하고 태즈메이니아 주와 뉴사우스웨일스 주, 빅토리아 주에서 머리 모양과 길이가 측정값을 공유한다.
뉴홀랜드쥐는 유럽 이주민이 정착지에 도입한 생쥐와 아주 유사하게 보일수도 있다. 귀와 눈이 생쥐보다 약간 크다. 또한 뉴홀랜드쥐는 상절치의 절흔이 없고 쥐 특유의 냄새가 없다.